# Krasnyj Koladyn
Krasnyj Koladyn (ukr. Красний Колядин) – wieś na Ukrainie, w obwodzie czernihowskim, w rejonie pryłuckim, w hromadzie Tałałajiwka. W 2001 liczyła 1039 mieszkańców, spośród których 1023 wskazało jako ojczysty język ukraiński, 15 rosyjski, a 1 białoruski.